# Sergei Gridin
Sergei Gridin est un footballeur kazakh né le 20 mai 1987. Il évolue au poste d'attaquant avec le FK Astana-64. 

## Carrière
- 2005-2006 : FC Tsesna Almaty ( Kazakhstan)
- 2007 : FC Caspiy Aktau ( Kazakhstan)
- 2008 : Football Club Astana ( Kazakhstan)
- 2009 : FC Zhetysu Taldykorgan ( Kazakhstan)
- 2010 : FC Tsesna Almaty ( Kazakhstan)
- 2011-2012: FC Tobol Kostanaï ( Kazakhstan)
- 2012-201. : FK Astana-64 ( Kazakhstan)[1]